# Сухая Маячка (Новосанжарский район)
Сухая Маячка (укр. Суха Маячка) — село,
Сухомаячковский сельский совет,
Новосанжарский район,
Полтавская область,
Украина.
Код КОАТУУ — 5323487201. Население по переписи 2001 года составляло 490 человек.
Является административным центром Сухомаячковского сельского совета, в который, кроме того, входят сёла
Луговое и
Радужное.

## Географическое положение
Село Сухая Маячка находится на правом берегу реки Маячка,
выше по течению на расстоянии в 3 км расположено село Кочубеевка,
ниже по течению на расстоянии в 2,5 км расположено село Радужное,
на противоположном берегу — село Луговое.
Река в этом месте пересыхает, на ней сделана большая запруда.

## Экономика
- ЧАФ «Сухомаячковская».

## Объекты социальной сферы
- Школа I—III ст.
- Дом культуры.

## Известные жители и уроженцы
- Литвин, Мария Корнеевна (1910—1973) — Герой Социалистического Труда.
- Шевченко, Евдокия Кирилловна  (род. 01.07.1940) — оператор машинного доения колхоза «Заря» Бородянского района Киевской области, полный кавалер ордена Трудовой Славы